# 51 Tauri
51 Tauri är en gulvit stjärna i huvudserien i Oxens stjärnbild.
51 Tau har visuell magnitud +5,63 och befinner sig på ett avstånd av ungefär 175 ljusår.